# Eleição nacional constituinte da Venezuela em 2017
As Eleições da Assembleia Nacional Constituinte da Venezuela de 2017 (em espanhol: Elecciones a la Asamblea Nacional Constituyente de Venezuela de 2017) foram realizadas na Venezuela em 30 de julho de 2017 para eleger os membros da Assembleia Nacional Constituinte da Venezuela de 2017. Ao contrário da Assembleia Nacional Constituinte da Venezuela de 1999, que foi reunida após um referendo, a eleição de 2017 foi convocada pelo decreto presidencial do presidente Nicolás Maduro.
Aproximadamente dois terços (364) dos membros da Assembleia foram eleitos por cidadãos municipais, enquanto membros de sete setores sociais - incluindo sindicatos, conselhos comunais, grupos indígenas, agricultores, estudantes e pensionistas - elegeram o restante um terço (181) dos membros. A nova constituição proposta pela Assembleia Constituinte estará sujeita à aprovação por referendo. Na sequência da recusa da oposição em contestar a eleição, todos os candidatos da Assembleia Constituinte foram selecionados e apoiam o governo bolivariano de Nicolás Maduro. As próximas eleições regionais e presidenciais também podem ser adiadas das datas planejadas sob uma nova constituição, uma vez que não foi dada uma linha de tempo para a reescrita.

## Reacção interna

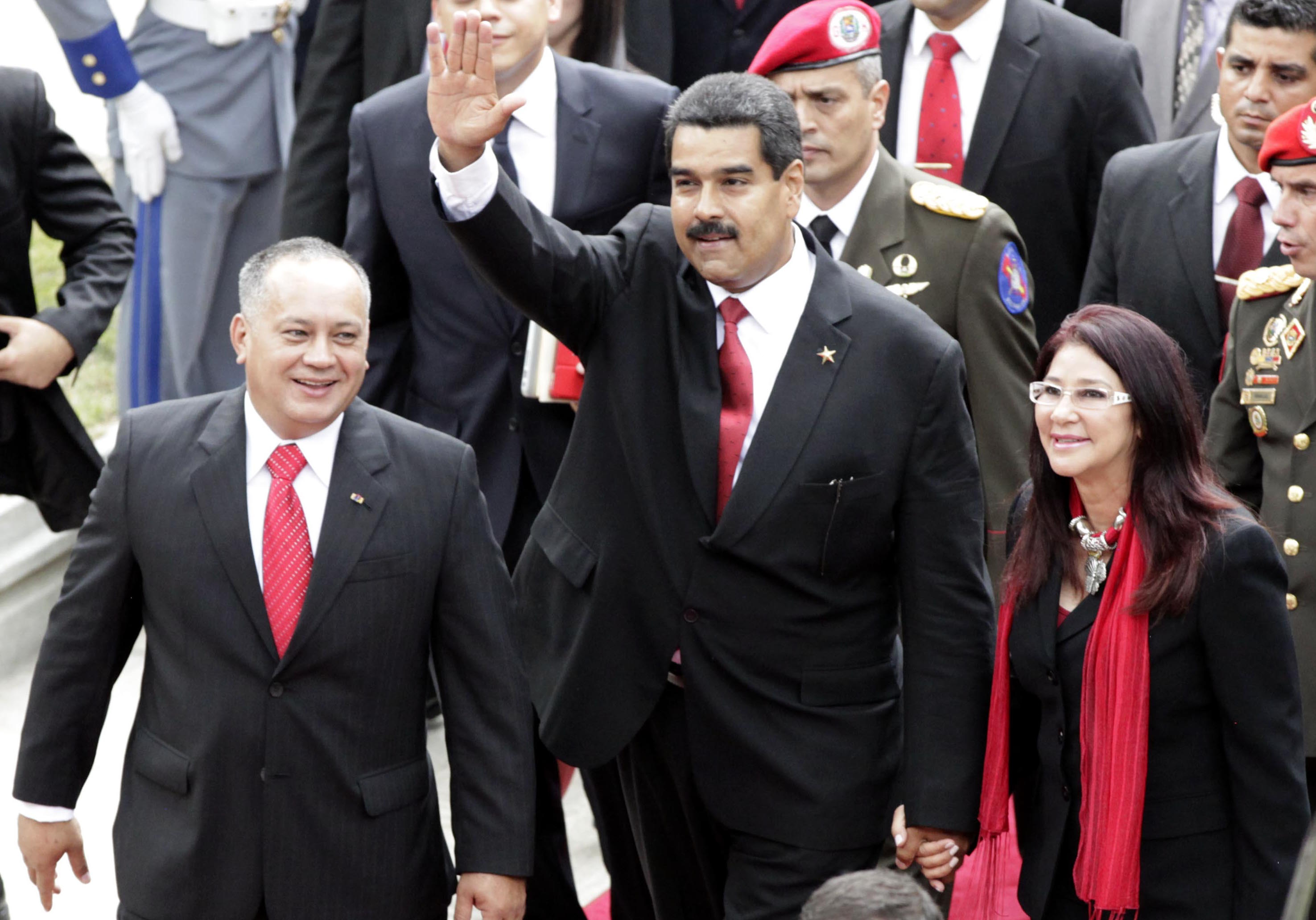
O presidente à época, Nicolás Maduro (ao centro), em 2013

As eleições foram severamente criticadas pela procuradora-geral do Estado venezuelano, Luisa Ortega Diaz,  principal figura do Estado venezuelano crítica do Presidente Nicolás Maduro, que a 3 de Agosto denunciou a ilegalidade da assembleia constituinte, anunciando a abertura de uma investigação sobre alegada manipulação destas eleições. No dia seguinte, Maduro acusou-a cúmplice da “insurgência armada” que tem dominado as ruas venezuelanas, referindo-se às manifestações contra o regime. A 4 de Agosto, Ortega Diaz alertou sobre um “cerco” militar por parte das forças venezuelanas, junto do edifício do Ministério Público, em Caracas, publicando imagens aparentemente tiradas de câmaras de segurança, mostrando cerca de trinta guardas nacionais. Imagens semelhantes foram também difundidas pela agência Reuters. Posteriormente, o Partido Socialista Unido da Venezuela informou na rede social Twitter que a destituição da procuradora foi aprovada por “falhas graves no exercício das suas funções”. O afastamento da procuradora-geral foi uma das primeiras decisões da recém-eleita Assembleia Nacional Constituinte.

## Reacção internacional
A decisão de realizar as eleições foi criticada por membros da comunidade internacional, incluindo várias nações das Américas e da Europa, juntamente com órgãos supranacionais como a União Europeia, o Mercosul e a Organização dos Estados Americanos, que condenaram as eleições afirmando que elas só aumentariam as tensões. Os aliados regionais de Nicolás Maduro - como Cuba, Bolívia e Nicarágua - desencorajaram a intervenção estrangeira na política venezuelana.
A 4 de Agosto, a Mercosul, reunida em São Paulo, aprovou por unanimidade uma nova sanção à Venezuela, suspendendo os seus direitos políticos na organização por "ruptura da ordem democrática". A reintegração do país naquela organização, da qual se encontra suspenso no seu exercício de membro desde Dezembro de 2016, ficou assim mais complicada. A organização afirma que “a Venezuela violou a ordem constitucional e que a suspensão seguirá até que os presos políticos sejam libertados, a Assembleia Constituinte dissolvida e a democracia restaurada no país”. Embora a nova sanção não implique uma suspensão do Mercosul, o seu impacto é superior às sanções previamente adoptadas.